# Burgmühle in Weimar

Burgmühle in Weimar

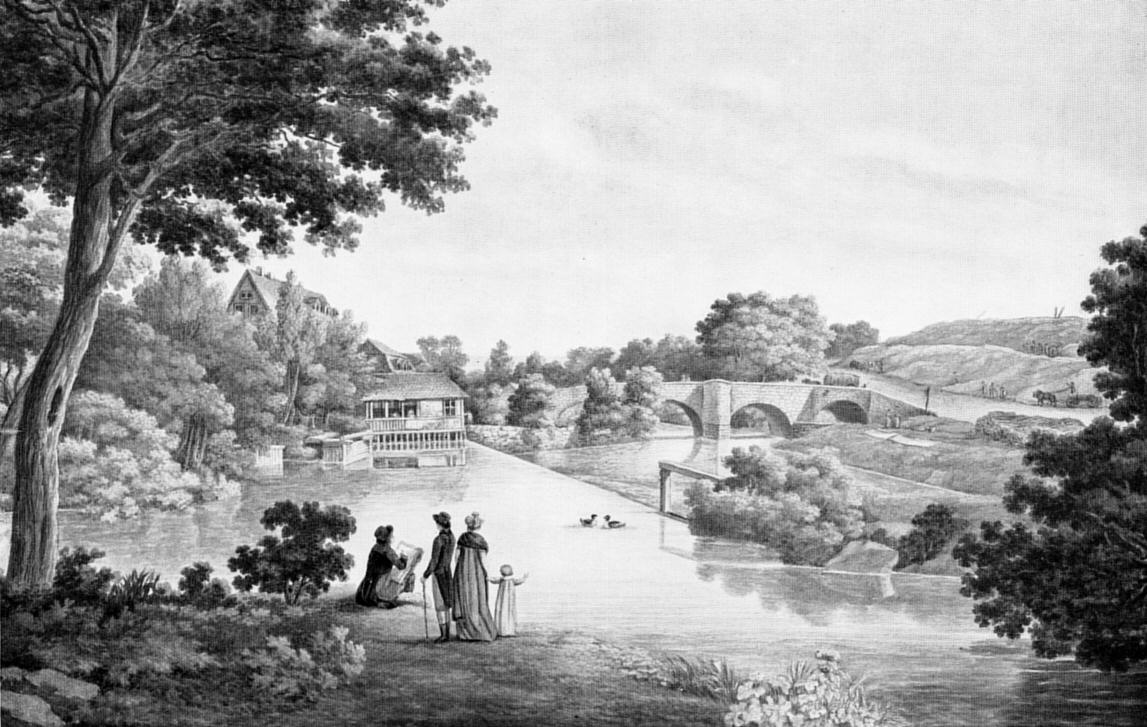
Burgmühle und Kegelbrücke gezeichnet von Georg Melchior Kraus

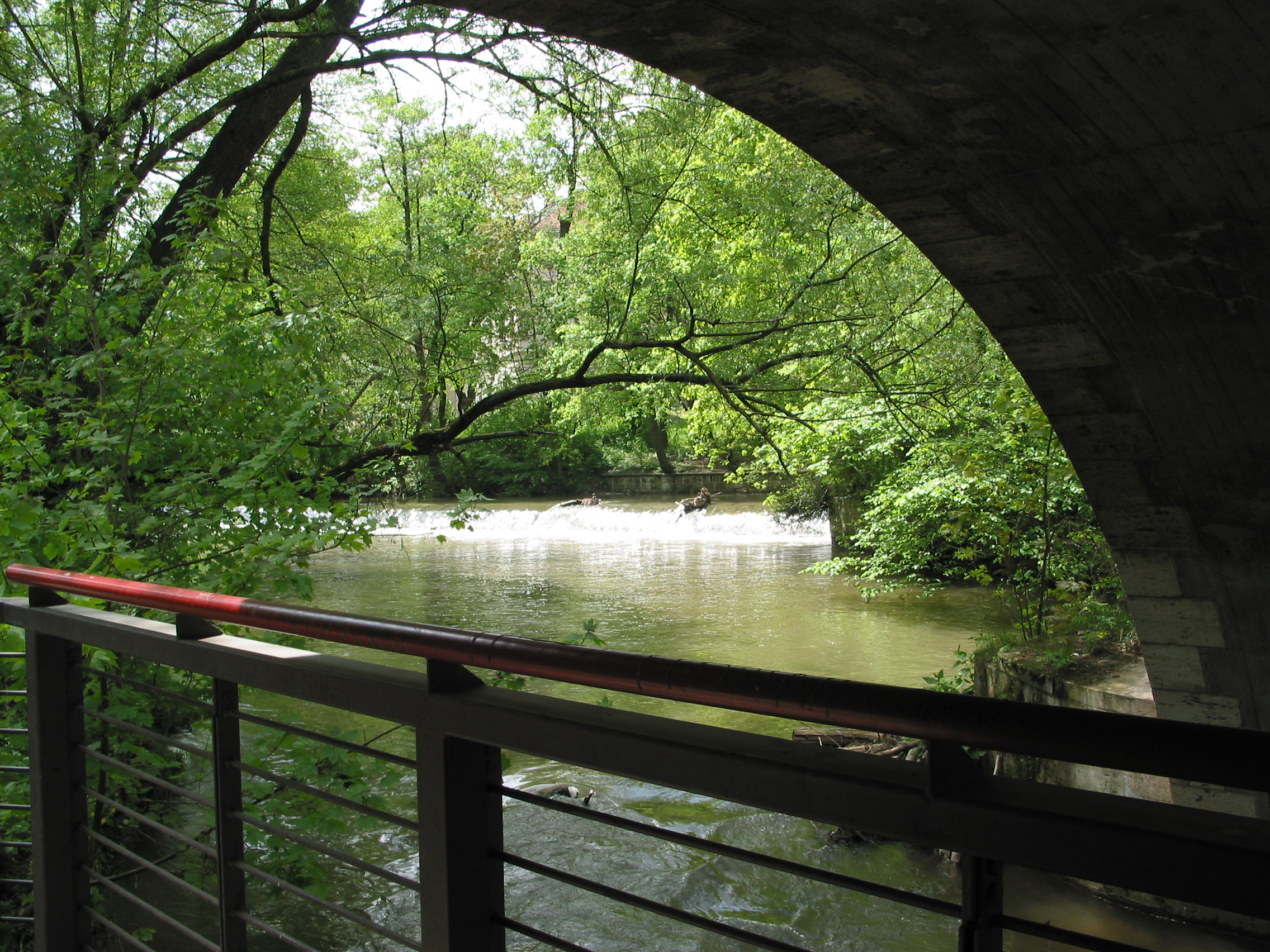
Ilmwehr an der ehemaligen Kegelbrücke

In der Nähe des Weimarer Stadtschlosses nahe der Kegelbrücke befand sich die Obermühle oder Burgmühle. Sie war eine durch die Ilm angetriebene Wassermühle.
Sie war eine der ältesten Mühlen Weimars und wurde bereits um 1375 erwähnt als obern mul, woher die ältere Bezeichnung Obermühle herrührt. Sie wurde 1572 erneuert, nachdem ein Brand sie zerstörte. Sie war eine der größten und leistungsfähigsten Mühlen der Stadt und wurde als Getreidemühle, zeitweise auch als Schneidemühle genutzt. 1601 ging diese Mühle, die der Stadt Weimar gehörte in den Besitz des Weimarer Fürstenhauses über. Ein Brand 1882 bedeutete ihr Ende. Ursache war eine Staubexplosion. Bauliche Reste von ihr sind nicht mehr vorhanden. Eine Fotografie der Mühle vor 1882 von Karl Schwier ist eines ihrer letzten Zeugnisse. Diese befindet sich im Stadtmuseum Weimar unter der Signatur: StMuseumW, Inv. 8 a BF 5369.
Das noch erhaltene Wehr als letzter Überrest nahe der Kegelbrücke, an dem sich die Burgmühle befand, steht auf der Liste der Kulturdenkmale in Weimar (Einzeldenkmale). 
Es gibt um eine 1778 entstandene Ansicht der Burgmühle von Osten her, die diese als intakt darstellt von Georg Melchior Kraus. Diese Radierung ist das Blatt I von Landschaften nach Natur gezeichnet und geätzt von G. M. Kraus. Diese Ansicht gibt es in mehreren Varianten. Die Burgmühle war auch Motiv für Druckgraphiken. Max Oehler malte die November 1882 abgebrannte Burgmühle 1934.